# Lilla Limsjön
Lilla Limsjön är en sjö i Tranemo kommun i Västergötland och ingår i Ätrans huvudavrinningsområde.